# 妮科尔·理查森
妮科尔·理查森（英語：Nicole Richardson，1970年6月26日—），澳大利亚女子篮网球、垒球运动员。她曾代表澳大利亚国家队参加1996年夏季奥林匹克运动会垒球比赛，获得一枚铜牌。